# Stunt rowerowy

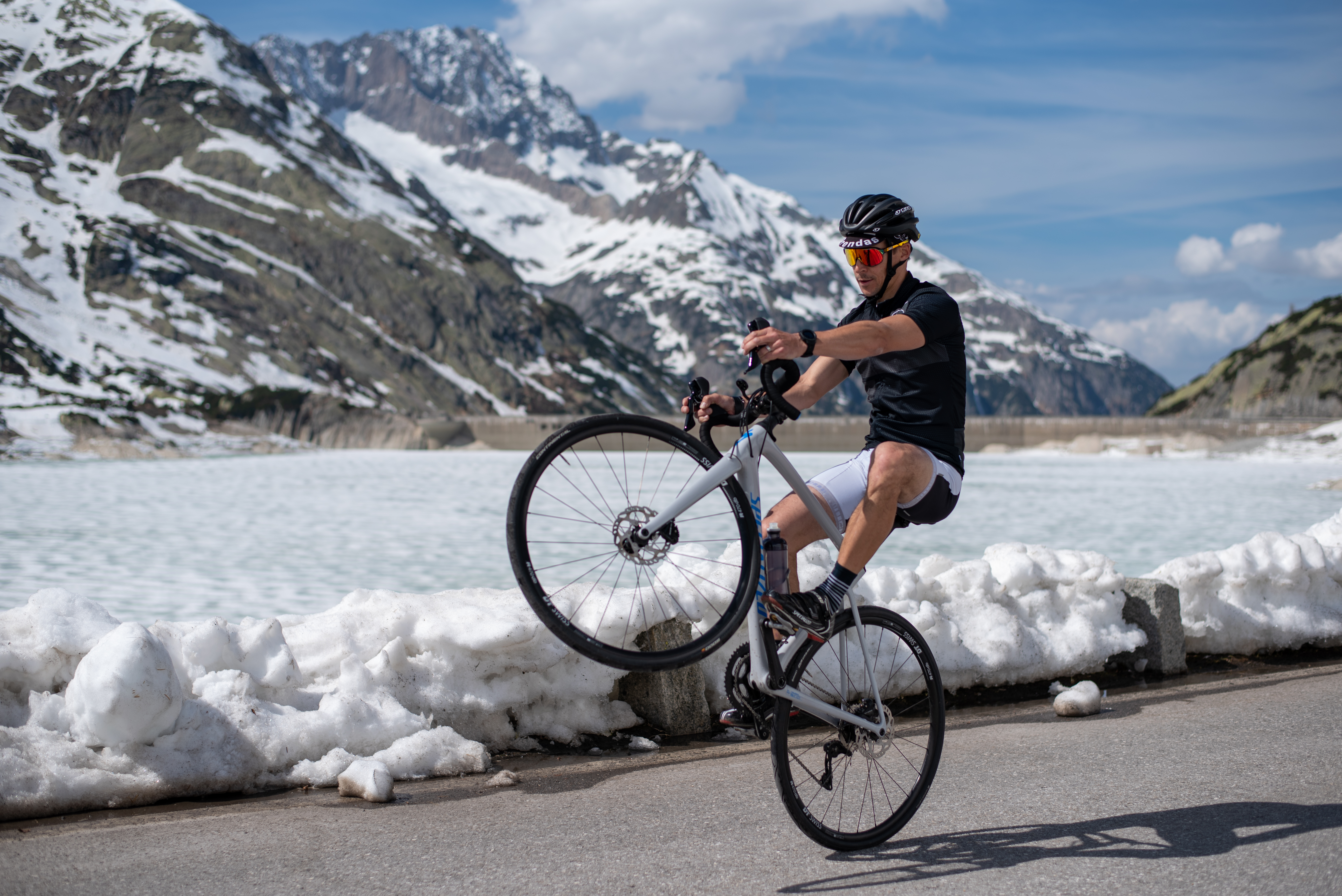

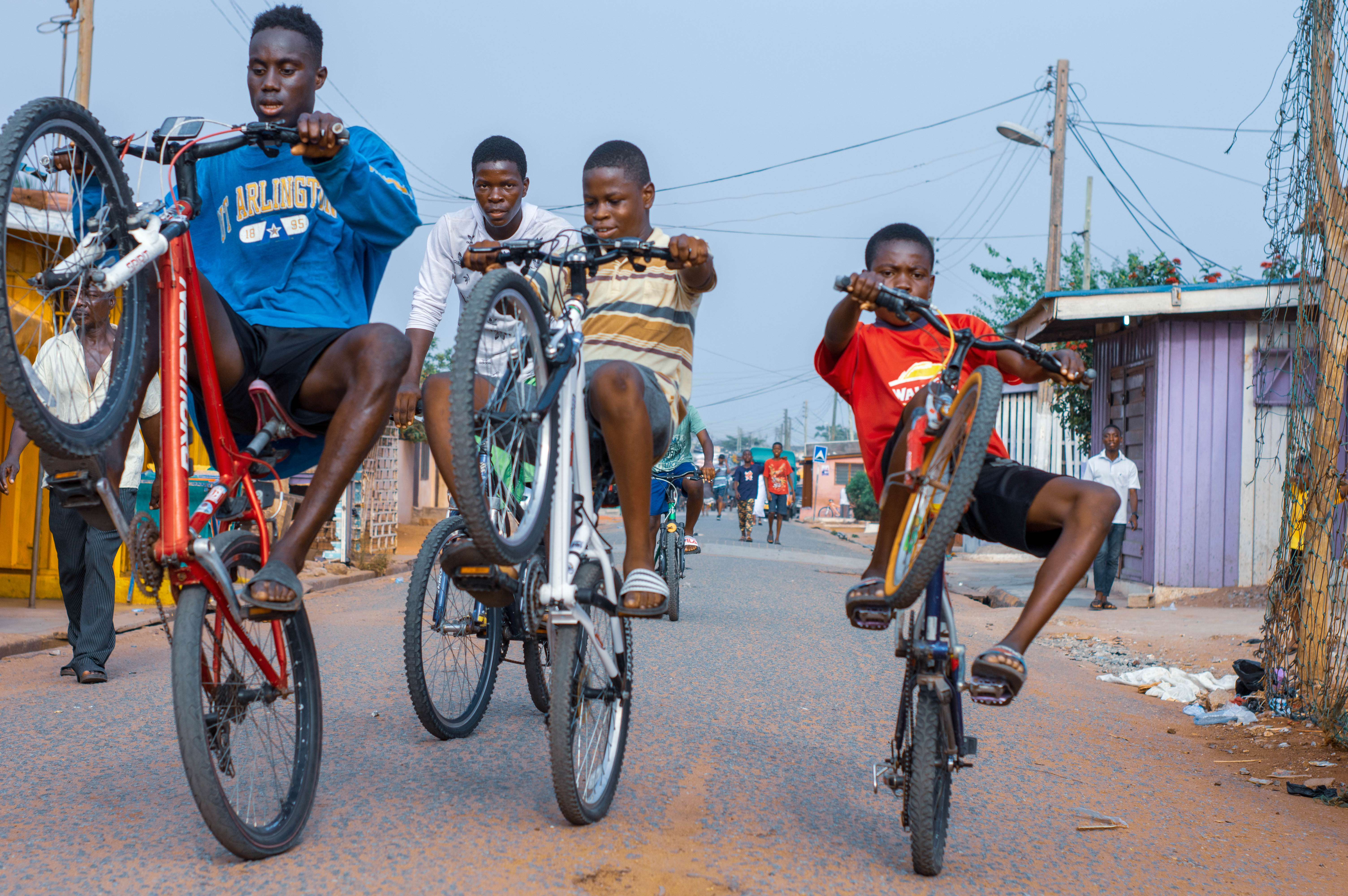

Stunt rowerowy, lub też MTB stunt – jedna z odmian kolarstwa polegająca głównie na jeździe na jednym kole i wykonywaniu rozmaitych akrobacji, uprawiana zazwyczaj na zmodyfikowanych rowerach górskich. Nazwa tej dyscypliny została zaczerpnięta z podobnego sportu uprawianego na motocyklach.

## Historia
Stunt rowerowy narodził się na początku XXI wieku jako odpowiedź na rosnącą popularność sportów ekstremalnych. Młodzi ludzie, inspirowani dyscyplinami takimi jak BMX, skateboarding czy motocross, zaczęli eksperymentować z rowerami, przekraczając granice tradycyjnego kolarstwa. W różnych częściach świata, niezależnie od siebie, rowerzyści adaptowali swoje jednoślady, modyfikując ramy, hamulce, opony i dodając pegi, aby lepiej sprostać wymaganiom nowych sztuczek.
Spotykając się na pustych parkingach, boiskach i w skateparkach, tworzyli społeczności, które doskonaliły swoje umiejętności. Rozwój Internetu i mediów społecznościowych przyczynił się do szybkiego rozprzestrzeniania się tej dyscypliny, czyniąc ją popularną na całym świecie.

## Zawody
Co roku portal MTB Stuntforum wraz z Kamilem Kobędzowskim, który znacznie przyczynił się do rozpowszechnienia stuntu rowerowego w Polsce (współorganizował również część rowerową podczas Stunterskiej Ligi Motocyklowej – Polish Stunt Cup), organizuje międzynarodowe internetowe zawody w tej dziedzinie. Może wziąć w nich udział każdy, kto potrafi wykonać przynajmniej kilka podstawowych tricków. W 2015 zawody te wygrał Krystian Korba, a w 2016 Lakshay Jangid. W 2019 roku mistrzostwa organizowane przez Kamila Kobędzowskiego wyjątkowo odbyły się w Wieliczce, mistrzostwa te wygrał Waldemar Kukurowski.

### Zawody organizowane w ubiegłych latach
- MTBstunt NETchampionship (od 2011 „International Online MTBstunt Championship”) – internetowe zawody międzynarodowe organizowane przez MTB Stuntforum. Polegają one na tym, że zawodnicy wysyłają swoje nieedytowane filmy, które są oceniane przez jury MTB Stuntforum.
- MTBstunt Grand Prix podczas Sound of Gravity w Ustce w 2022
- MTBstunt Grand Prix podczas Sound of Gravity w Ustce w 2021
- MTBstunt Grand Prix w Wieliczce w 2019
- MTBstunt Grand Prix podczas Extreme Bike Tour w Ustce w 2018
- MTBstunt Grand Prix podczas Extreme Bike Tour w Wodzisławiu Śląskim w 2017
- Zawody MTB Stunt w Niedrzwicy Dużej w 2016[2]
- Polish Stunt Cup w Radomsku w 2015[5]
- „Speed stunt master” – Dhaka, Bangladesz w 2015
- „This is it” w Lucknow w Indiach w 2014 i 2015
- CracowStuntCup w 2014[6]

## Rowery i akcesoria
Rowery do stuntu zwykle ważą od 15 do 18 kg. Rowerzyści najczęściej sami składają swoje jednoślady przeznaczone do tej dyscypliny. Budują je według własnego upodobania oraz dostosowują do własnych preferencji. Nie oznacza to jednak, że nie można zaczynać przygody z tym sportem na zwykłym rowerze górskim.

### Charakterystyczne cechy roweru przystosowanego do stuntu
- opony typu slick (najczęściej są to maxxis hookworm) – poprawiają przyczepność podczas ekstremalnych wychyleń[1]
- hamulce hydrauliczne – wpływają na komfort jazdy i ułatwiają wykonywanie trików (nie są konieczne)[1]
- grube, szerokie i krótkie siodełko – pochylone i często obłożone materiałem poprawiającym przyczepność (np. skórą lub gumą)[1]
- niska rama – ułatwia wykonywanie skoków oraz akrobacji[1]
- pegi (wsporniki przy osi kół lub ramie roweru) – pozwalają zawodnikowi na wykonywanie ewolucji i przejść[1]

## Główne akrobacje i tricki
- wheelie(inne języki) – jazda na tylnym kole, często urozmaicana akrobacjami (przekładaniem nóg przez kierownicę, staniem na siedzeniu lub pegach)
- stoppie – jazda na przednim kole
- churro – jazda stojąco na ramie oraz kierownicy roweru
- headstand – stanie na głowie na siodełku podczas jazdy rowerem
- deathspin – szuranie stopą po ziemi podczas jazdy na jednym kole, po czym obrót całym rowerem w pozycji siedzącej